# Euphorbia bombensis
Euphorbia bombensis là một loài thực vật có hoa trong họ Đại kích. Loài này được Jacq. mô tả khoa học đầu tiên năm 1760.